# 台灣藝術電視台
台灣藝術電視台（英語：Taiwan Arts & Culture  Television ，TACT）簡稱台灣藝術台或台藝台，前身為「台藝民俗傳播股份有限公司」，前身為1998年創台的「台藝衛星電視台」，2005年正式更名為「台灣藝術電視台」，定位以「Information、Educational、Entertaining、Exploratory」四項核心價值，確立為「節目內容創造者」與「節目內容匯集者」的角色，進行多媒體跨平台、跨區域的合作，推動教育和藝術的節目製播及文化交流。

## 發展簡史
- 1998年：「台藝民俗傳播股份有限公司」成立，「台藝衛星電視台」開播，初期以播送台灣傳統民俗藝術的節目為主。
- 2001年：為順應潮流及市場需求，台藝民俗傳播向行政院新聞局申請變更頻道屬性，台藝衛星電視台獲准由「民俗藝術台」重新定位為「綜合台」。
- 2005年：台藝民俗傳播正式更名為「台灣藝術電視台股份有限公司」，台藝衛星電視台正式更名為「台灣藝術電視台」。
- 2010年中：威剛科技董事長陳立白以個人名義投資台灣藝術電視台，取得經營權[1]。

## 資料來源
1. ↑  . NOWnews今日新聞. 2010-07-12  [2018-06-26]. （原始内容存档于2013-04-27）. 威剛科技董事長陳立白最近買下台灣藝術電視台……陳立白以個人名義投資取得電視台經營權。

## 外部連結
- 台灣藝術電視台 （页面存档备份，存于）
- 台灣藝術電視台的Facebook專頁粉絲團
- YouTube上的台灣藝術電視台頻道
- 天使心家族社會福利基金會 （页面存档备份，存于）